# Jobinia lindbergii
Jobinia lindbergii är en oleanderväxtart som beskrevs av Fourn.. Jobinia lindbergii ingår i släktet Jobinia och familjen oleanderväxter. Inga underarter finns listade i Catalogue of Life.